# Monacký cestovní pas

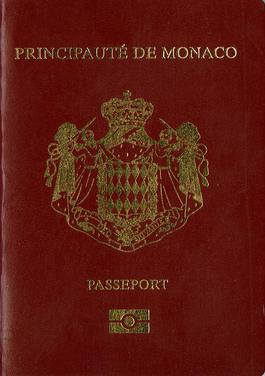
Monacký cestovní pas

Monacký pas je vydáván občanům Monaka za účelem mezinárodního cestování. V roce 2009 jich bylo v oběhu přibližně 6 000. Pas má vínovou barvu a na obalu má národní státní znak a slova „Principauté de Monaco“ (Monacké knížectví).

## Vízová povinnost
K 12. lednu 2023 měli monačtí občané bezvízový přístup nebo vízovou povinnost při příjezdu do 174 zemí a závislých území, čímž se monacký pas zařadil na celkově 18. místo (společně s Bulharskem, Chile a Chorvatskem) z hlediska svobody cestování podle indexu Henley Passport Index. To z něj dělá nejsilnější evropský pas ze zemí nepatřících ani do Evropské unie, ani do ESVO.

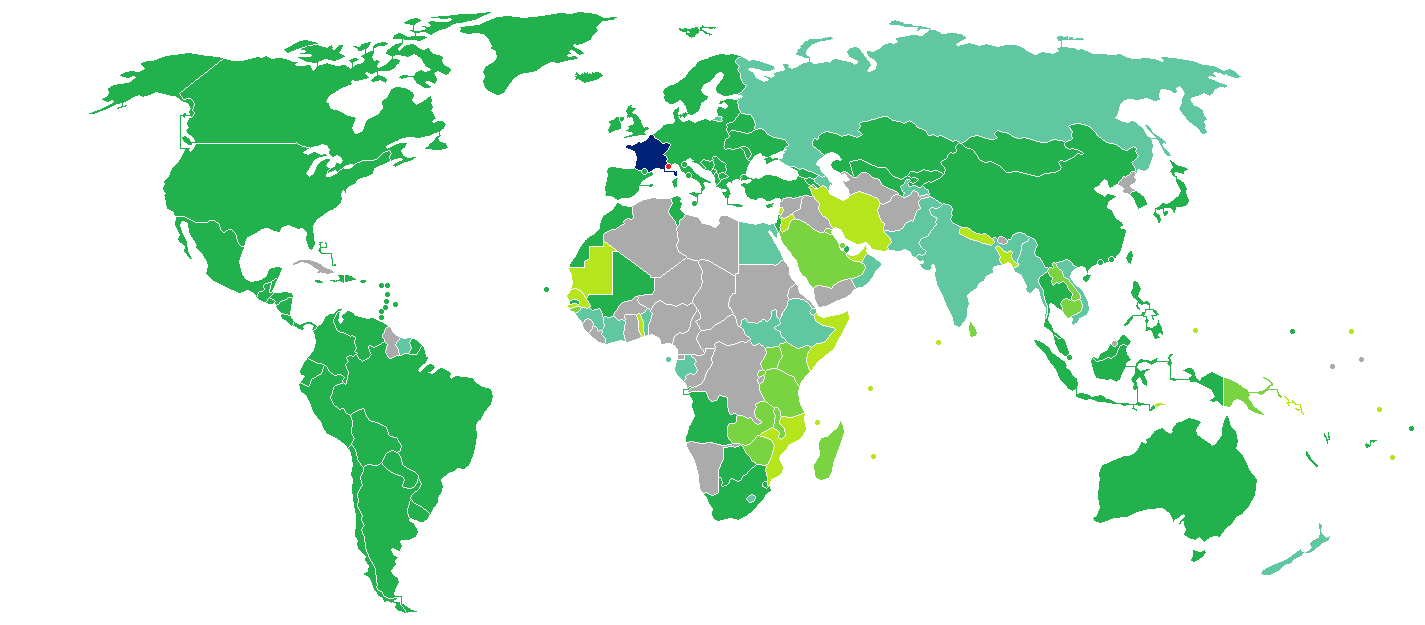
Vízová povinnost pro monacké občany
Monako
Vízum není nutné
Vízum při příjezdu
eVisa
Vízum k dispozici jak při příjezdu, tak online
Vízum nutné před příjezdem